# Preludio sinfonico
Il Preludio sinfonico in La maggiore è una composizione per orchestra di Giacomo Puccini scritta nel 1882.

## Storia
Il brano fu composto fra giugno e luglio 1882 durante gli studi presso il conservatorio di Milano per l'esame finale dell'anno accademico 1881-1882, nella classe di composizione di Antonio Bazzini, e fu eseguito il 15 luglio 1882 presso lo stesso istituto musicale durante un concerto in cui si proponevano le composizioni degli studenti.
Della partitura autografa rimangono tre frammenti, due conservati presso il Museo Puccini di Celle di Pescaglia,  uno presso l'Istituto Musicale "Luigi Boccherini" a Lucca, dove sono conservate anche tutte le parti orchestrali autografe tranne quelle di fagotti, arpa e contrabbassi. Questa partitura rappresenta una prima redazione del brano, di cui Puccini eliminò 30 battute.
In questa forma accorciata e definitiva il brano ci è stato tramandato, non senza alcuni errori, in una partitura manoscritta, probabilmente di mano del fratello Michele, ma firmata "Giacomo Puccini" (Milano, Conservatorio G. Verdi). Le parti orchestrali relative si trovano all'Istituto Boccherini.
Il brano è stato eseguito nel 1999 al Teatro alla Scala di Milano diretto da Riccardo Muti.

### Fortuna critica
Quando il Preludio sinfonico pucciniano fu eseguito al saggio di fine anno non ottenne un particolare successo, diversamente dal Capriccio sinfonico dell'anno seguente. La critica rimproverò a Puccini soprattutto l'incertezza del disegno formale e l'assenza di idee fortemente sbalzate. Il critico Filippo Filippi scrisse:
R.B. sulla Gazzetta Musicale di Milano del 16 luglio non fu meno severo:
Lo stesso giorno, Athos su "La Lombardia" scrive:
Riscoperto a partire dagli anni settanta e a lungo assegnato all'anno 1876, confondendolo col Preludio a orchestra che Puccini aveva composto in quell'anno per il concerto annuale dell'Istituto Musicale di Lucca, il Preludio sinfonico è rapidamente entrato nei repertori sinfonici, sotto la direzione di maestri prestigiosi.
La critica tende oggi a guardare con maggior interesse sia agli echi wagneriani che alla struttura sciolta, quasi rapsodica del brano. Il riferimento al tema del cigno del Lohengrin a gruppi orchestrali invertiti (prima i legni soli, poi gli archi soli), ravvisato da Filippi, è del tutto evidente, così come il rimando all'accompagnamento della romanza di Wolfram in Tannhäuser nelle figure dell'arpa della coda e nella cadenza plagale conclusiva. D'altro canto, la melodia trasognata, divagante, felicemente malinconica del secondo tema non potrebbe essere ascritta ad altri che a Puccini.

## La musica
Il Preludio sinfonico di Puccini è una fantasia sinfonica priva di programma, in un unico movimento: Andante mosso. Animato. Tempo I. Nella versione finale consiste di 167 battute e dura all'incirca 9 minuti.
L'interesse particolare del brano sta nella già notevole padronanza del giovane compositore delle armonie e delle sonorità orchestrali. Il materiale tematico si sviluppa per gran parte sull'idea esposta nelle due battute iniziali di cui Puccini modifica gli intervalli e l'armonia in modo sostanziale fino a ricavarne due temi principali, il primo trattato cromaticamente, il secondo destinato ad essere sviluppato come tema cantabile all'inizio della sezione in 6/4 (batt. 50 - Animato).
Circa a metà della composizione (battuta 75), è esposta due volte una melodia appassionata dall'andamento ballabile (quasi un valzer in 6/4), resa esitante dai frequenti effetti di "ritenuto" e "allargando". Questa idea secondaria fa da spartiacque prima della ripresa a "tutta forza" del primo tema, affidato ai fiati, trombe comprese, e avvolto da vorticose figurazione a quartine di archi e flauti. Ripristinata la calma, una nuova idea secondaria (batt. 126 - poco più lento) prelude al ritorno del secondo tema (batt. 138) affidato ai primi violini e accompagnato dall'arpa, che sfocia in una coda (batt. 145) a lunghi accordi modulanti con figurazioni d'arpa, su cui il brano chiude in dissolvenza.

## Brani riutilizzati in altri lavori
- Il primo tema, nella forma delle battute 31 e sgg., fu riutilizzato nel terzettino "Ultima speme, tu sei svanita", nel secondo atto della prima versione di Edgar.
- Il secondo tema, nella forma delle battute 50 e sgg., fu riutilizzato nel cantabile concertato "Io la mano un dì macchiai", del secondo atto della prima versione di Edgar.
- L'idea secondaria delle battute 126 e sgg. fu riutilizzata nel dialogo tra Fidelia e le amiche "Voi? - Sì, a chieder di te passammo - Grazie... Or ben lieta son io!", nel quarto atto di Edgar.
- Le battute in 6/4 presenti solo nel manoscritto autografo e in seguito tagliate diventarono l'ultimo episodio del coro d'introduzione de Le Villi (numero di partitura 13).

## Organico
- ottavino, due flauti, due oboi, corno inglese, due clarinetti, due fagotti,
- quattro corni, due trombe, tre tromboni, oficleide,
- timpani, grancassa, piatti
- arpa
- archi

## Incisioni
- Riccardo Chailly, Radio-Symphonie-Orchester, Berlino, 1983 - Decca Records
- Riccardo Muti, Orchestra filarmonica della Scala, Milano, 1987 - Sony